# 戈梅拉半岛
戈梅拉半岛（西班牙語：Peñón de Vélez de la Gomera），位于地中海西南岸，摩洛哥北岸，西属主权地的组成部分之一，但摩洛哥宣稱擁有主權。该岛位于西班牙同於非洲北岸的城市休达东南119公里。总面积0.019平方公里。岛上无常驻居民，仅有少量军事人员。
1508年，西班牙首次控制该岛。戈梅拉岛1934年前为一独立岛屿，由于一场雷暴导致泥沙阻塞了戈梅拉岛与摩洛哥本土之间的小海峡，之后该岛成为半岛，海峡变成地峡。地峡宽度仅85米，成為全世界實際上最短的國界。